# Золотой поворот на канале Херенграхт в Амстердаме, вид с востока
«Золотой поворот» на канале Геренграхт в Амстердаме, вид с востока» (нидерл. De Gouden Bocht in de Herengracht in Amsterdam vanuit het westen) — картина голландского живописца Геррита Беркхейде (1638—1698). Создана в 1672 году.
С 1980 года хранится в коллекции Государственного музея в Амстердаме (инв. №SK-A-4750).

## История
В 1933—1940 годах картина находилась у торговца картинами Жака Гаудстиккера. В 1952 году выкуплена государством Нидерланды. В 1956 году куплена Дези Гаудсткиккер-фон Гальбан у Нидерландов за 2000 гульденов.
В 1980 году картина была приобретена Государственным музеем у Дези Гаудсткиккер-фон Гальбан за 310 000 гульденов.

## Описание
Живописец из Харлема создал немало городских пейзажей, особенно в поздний период своего творчества. Это были типичные классицистические пейзажи, очень тщательно выписанные и уравновешенные, со строгим соблюдением перспективы. На этой картине изображена часть канала Херенграхт в Амстердаме, которая известна как "Золотой поворот" благодаря домам, которые здесь расположены. В 1672 году эта часть канала была только завершена. По фасадам домов заметно, как менялись вкусы у богачей. В первой половине XVII века дома на каналах были узкими со ступенчатыми фасадами, однако затем строились особняки с прямыми карнизами.
Беркгейде передал эти сооружения с максимальной точностью: его здания построены в соответствии с ритмической перспективой, а прямые диагонали придают картине глубину. Художник изобразил эти новые богатые дома на набережной, например тот, на фронтоне которого стоят статуи, принадлежавший бургомистру. Четкую линию зданий он разнообразил игрой освещения. Правая сторона улицы, занимающая большую часть картины, находится в тени, но там заметны все архитектурные особенности, а также люди на тротуаре. Иногда солнечный свет разрывает эту полумрак, а в местах, где еще не построены новые дома, торчат недавно вбитые сваи. Противоположная сторона канала залита солнцем. Небо с легкими облаками отражается вместе с постройками в воде. Деревья, которые столь типичны для города, на картине отсутствуют. Они уже были в этом городе в 1672 году, однако художник решил обойтись без них, чтобы лучше подчеркнуть архитектуру.

## Ссылка
- Информация на сайте музея (англ.)